# 読谷村立古堅中学校
読谷村立古堅中学校（よみたんそんりつ ふるげんちゅうがっこう）は、沖縄県中頭郡読谷村にある公立（村立）中学校。略称は古中。

## 通学区域
古堅小学校、古堅南小学校の通学区域

## 著名な出身者
- 仲地礼亜（プロ野球選手）

✴金城綾乃(Kiroro)